# The Courts of Chaos
The Courts of Chaos è l'ottavo album del gruppo heavy metal statunitense Manilla Road, pubblicato nel 1990.

## Tracce
1. Road to Chaos – 4:44
2. Dig Me No Grave – 4:21
3. D.O.A. (Bloodrock cover) – 7:02
4. Into the Courts of Chaos – 5:23
5. From Beyond – 5:05
6. A Touch of Madness – 7:03
7. (Vlad) The Impaler – 3:27
8. The Prophecy – 7:01

## Formazione
- Mark Shelton - voce, chitarra
- Scott Park - basso
- Randy Foxe  - batteria, tastiere